# Warwick William Wroth
Warwick William Wroth, né le 24 aout 1858 à Clerkenwell et mort le 26 septembre 1911 à Londres, est un numismate et biographe anglais.
Il est l’un des premiers collaborateurs, depuis sa création en 1885 jusqu’à sa mort, du Dictionary of National Biography, auquel il a fourni régulièrement des mémoires, principalement de médaillistes.

## Biographie
Fils ainé d’une fratrie de quatre fils et quatre filles de Warwick Reed Wroth (en), vicaire de St. Philip’s, Clerkenwell de 1854 à sa mort et de Sophia Brooks, d’Ealing, Middlesex, Wroth a acquis  une solide formation classique à la King’s School de Canterbury.
Le 22 juillet 1878, il a intégré le personnel du British Museum au poste de conservateur aux Monnaies et Médailles, qu’il a occupé à vie pour terminer principal conservateur adjoint. Il a principalement consacré son énergie à l’étude des pièces de monnaie grecques et s’est fait une grande réputation en poursuivant les catalogues de pièces de monnaie grecques au musée que ses prédécesseurs, SL Poole, M. Barclay Head et M. Percy Gardner, avaient commencé.
Ses catalogues, en 6 volumes, tous illustrés de nombreuses planches, traitent des monnaies de la Grèce orientale, à commencer par celles de Crete and the Egean Islands (1886), pour continuer avec celles du Pontus, Paphlagonia, Bithynia and the Kingdom of Bosporus (1889); de Mysia (1892) ; de Galatia, Cappadocis and Syria (1899) de Troas, Æolis and Lesbos (1894) ; et enfin de Parthia (1903).
Par la suite, il a préparé des catalogues, qui font figure de standard, des Imperial Byzantine Coins' (2 vol. 1908) et des monnaies des Vandals, Ostrogoths and Lombards (1911). Avant sa mort, il est retourné à la monnaie grecque et se préparait à cataloguer celles de Philippe II et d’Alexandre III, et des derniers rois de Macédoine.
En dehors de son travail numismatique au musée, Wroth a apporté, de 1882 à 1907, de précieuses contributions au Journal of Hellenic Studies et à la Numismatic Chronicle. Il a donné « A Statue of the Youthful Asklepios » (1882, p. 46-52) et « Telesphoros at Dionysopolis » (p. 282-300) au Journal of Hellenic Studies. À la Numismatic Chronicle, il a publié « Asklepios and the Coins of Pergamon » (p. 1-51), « Cretan Coins » (1884, p. 1-58), et plusieurs articles sur « Greek Coins acquired by the British Museum, 1887-1902 » (1888-1904). Il a également coopéré, en 1911, avec Barclay Head, à une nouvelle édition de son Historia Numorum (1887).
Ses intérêts ne se limitaient pas à la numismatique. C’était un étudiant passionné de la littérature anglaise, en particulier du XVIIIe siècle. Il connaissait à fond l’histoire de Londres, au sujet de laquelle il possédait une bonne collection d’estampes. Avec son frère, Arthur Edgar Wroth, il a publié, en 1896, The London Pleasure Gardens of the Eighteenth Century, résultat savant et agréablement écrit de plusieurs années de recherche.
Il est mort célibataire dans sa résidence de West Kensington à la suite d’une opération pour une péritonite. Il avait été élu membre de la Society of Antiquaries of London, le 7 mars 1889.

## Publications
- Catalogue of the imperial Byzantine coins in the British Museum, 1908.
- A catalogue of the Greek coins in the British Museum. Catalogue of the coins of Parthia, 1903.
- A catalogue of the Greek coins in the British Museum. Catalogue of the Greek coins of Galatia, Cappadocia and Syria, 1900.
- ’'Catalogue of Greek coins : Pontus, Paphlagonia, Bithynia, and the Kingdom of Bosporus, 1889.
- A catalogue of the Greek coins in the British Museum. Catalogue of Greek coins of Troas, Aeolis and Lesbos, 1894.
- A catalogue of the Greek coins in the British Museum. Catalogue of the Greek coins of Crete and the Aegean islands, 1886.
- A catalogue of the Greek coins of the British Museum. Catalogue of the Greek coins of Mysia, 1892.
- Dictionary of National Biography, Londres, Smith, Elder & Co.
- Historia numorum : a manual of Greek numismatics, avec Barclay Head, 1911.